# Вилхелм V фон Мансфелд-Арнщайн
Вилхелм V фон Мансфелд-Арнщайн (на немски: Wilhelm V von Mansfeld-Arnstein; * 1555; † 21 октомври 1615, Ансбах) е от 1585 г. граф на Мансфелд-Арнщайн, член на тайния съвет на курфюрста на Бранденбург, маршал на Ансбах.

## Произход
Той е вторият син на граф Йохан Албрехт VI фон Мансфелд-Арнщайн (* 5 февруари 1522; † 8 юли 1586) и първата му съпруга графиня Магдалена фон Шварцбург-Бланкенбург (* 6 септември 1530; † 7 септември 1565), дъщеря на граф Гюнтер XL фон Шварцбург-Бланкенбург-Зондерсхаузен (1499 – 1552) и Елизабет фон Изенбург-Бюдинген-Ронебург († 1572). Внук е на граф Ернст II фон Мансфелд-Фордерорт (1479 – 1531) и Доротея фон Золмс-Лих (1493 – 1578). Баща му се жени втори път на 30 януари 1570 г. за графиня Катарина фон Глайхен-Бланкенхайн (1548 – 1601).
Брат е на граф Гебхард VIII фон Мансфелд-Арнщайн (1553 – 1601), Йохан Гюнтер (1558 – 1602), домхер в Страсбург (1593), и Ото III (1558 -1599). Сестра му Адриана (1559 – 1625), се омъжва на 24 юни 1583 г. за граф Хайнрих XI фон Щолберг-Щолберг-Вернигероде (1551 – 1615). Сестра му Доротея (1561 – 1594) се омъжва на 22 февруари 1588 г. за княз Йохан Георг I фон Анхалт-Десау (1567 – 1618).

## Фамилия
Вилхелм V се жени на 24 юни 1592 г. за графиня Матилда фон Насау-Диленбург (* 27 декември 1570; † 10 май 1625), дъщеря на граф Йохан VI фон Насау-Диленбург (1536 – 1606) и първата му съпруга Елизабет фон Лойхтенберг (1538 – 1579). Те имат една дъщеря:
- София Доротея фон Мансфелд-Арнщайн (* 1593; † 16 януари 1617, Ансбах), омъжена на 16 октомври 1612 г. в Ансбах за граф Хайнрих Вилхелм фон Золмс-Зоненвалде-Поух (* 1583; † 21 март 1631)